# Hollie Daniels
Hollie Daniels (Estados Unidos, 1982) é uma ativista estadunidense, sobrevivente do tráfico sexual e defensora das vítimas do tráfico de pessoas em Columbus, Ohio. Ela também educa sobre transtorno de abuso de substâncias e problemas de saúde mental.

## Biografia
A mãe de Hollie a vendeu pela primeira vez aos 15 anos e ela foi escravizada em troca de drogas por 17 anos. Com a ajuda de um programa judicial inovador chamado CATCH Court, que detecta criminosos que são realmente vítimas, em 2015, ela conseguiu escapar. A maioria das mulheres vítimas de tráfico sexual nos Estados Unidos são marcadas com tatuagens e cicatrizes, e desde então Hollie Daniels transformou as tatuagens de seu próprio corpo para reafirmar o controle sobre sua vida.
Após sua libertação da prisão, Hollie Daniels cofundou a organização sem fins lucrativos chamada "Reaching For the Shining Starz", que ajuda possíveis vítimas de tráfico sexual. Ela logo se tornou a diretora executiva da ONG. Na primeira saída como voluntária, ela conheceu sua irmã mais nova, Rosie, que havia seguido um caminho semelhante ao dela. Ela continuou a visitá-la todas as semanas durante um ano, até que Rosie também conseguiu deixar para trás a vida nas ruas. Rosie está agora sóbria há cinco anos e trabalha em tempo integral em um centro chamado Sanctuary Night, que atende mulheres vítimas do tráfico sexual, da falta de moradia e do vício.
Hollie Daniels continua seus estudos de ensino superior enquanto mantém uma carreira em tempo integral como Diretora de Desenvolvimento de Negócios de um centro de tratamento e gerencia seu programa de habitação de recuperação que ela criou em 2020, atendendo homens e mulheres.

## Reconhecimento
Ela foi reconhecida como uma das 100 mulheres mais influentes e insperadoras do mundo pela BBC, em 2019.